# Милдред (Канзас)
Милдред (енгл. Mildred) град је у америчкој савезној држави Канзас.

## Демографија
По попису из 2010. године број становника је 28, што је 8 (-22,2%) становника мање него 2000. године.
| Група             | 2000.      | 2010.      |
| Белци             | 34 (94,4%) | 21 (75,0%) |
| Афроамериканци    | 0 (0,0%)   | 3 (10,7%)  |
| Азијати           | 0 (0,0%)   | 0 (0,0%)   |
| Хиспаноамериканци | 0 (0,0%)   | 2 (7,1%)   |
| Укупно            | 36         | 28         |